# رووزلی (نبراسکا)
رووزلی(به انگلیسی: Rosalie) شهری در ایالت نبراسکا کشور ایالات متحده آمریکا است که جمعیت آن در سرشماری سال ۲۰۱۰ میلادی، ۱۶۰ نفر بوده‌است.